# Mahé, Seychelles
Mahé là hòn đảo lớn nhất của Seychelles với diện tích 155 km ², nằm ở phía Đông bắc của quốc gia này. Hòn đảo có dân số khoảng 80.000 người (90% dân số của cả đất nước). Thành phố lớn nhất trên đảo cũng đồng thời là thủ đô của Seychelles, Victoria.

## Địa lý
Đỉnh núi cao nhất của đảo Mahé là Morne Seychellois cao 905 m, nằm trong Công viên quốc gia Morne Seychellois. Phía Bắc và phía Đông của hòn đảo là nơi sinh sống của phần lớn dân cư và có sân bay quốc tế Seychelles. Phía Nam và phía Tây có Vườn quốc gia hải dương Baie Ternay và Vườn quốc gia hải dương Port Launay. Nằm ngoài khơi của hòn đảo là Vườn quốc gia hải dương Ste Anne, và một số đảo nhỏ khác: Conception,Thérèse, Anonyme và Silhouette.

Đảo Mahé

## Lịch sử
Mahé lần đầu tiên được khám phát bởi những người Anh vào năm 1609 và mãi tới khi Lazare Picault đi đến hòn đảo này vào năm 1742 thì Mahé là thuộc địa Pháp cho đến 1812. Sau đó, nơi đây trở thành thuộc địa của Anh cho đến tận năm 1976 khi Seychelles đã trở thành một quốc gia độc lập.

## Tự nhiên
Mahé có nhiều loài thực vật quý hiếm đặc hữu chỉ của Seychelles như Medusagyne oppositifolia (loài cực kỳ nguy cấp), Seychelles Pitcher (cây bắt mồi) và nhiều loài hoa phong lan độc đáo.

## Kinh tế
Kinh tế trên đảo chủ yếu là nhờ vào hoạt động cảng biển (có cảng Victoria), đánh bắt và chế biến thủy sản, hàng không (Sân bay quốc tế Seychelles) cùng với các hoạt động du lịch biển đảo.

## Hình ảnh

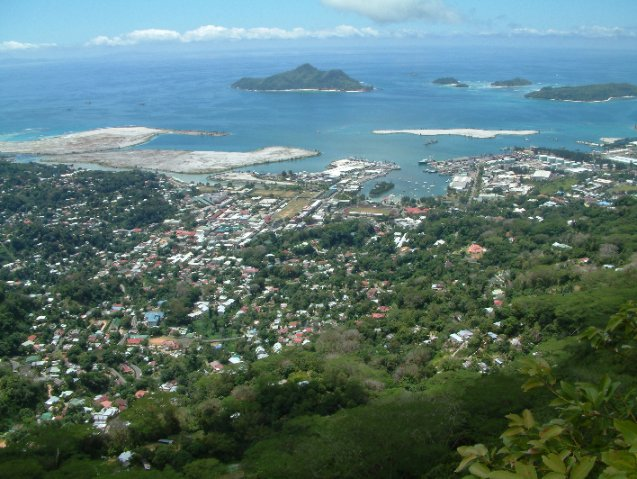
Thủ đô Victoria
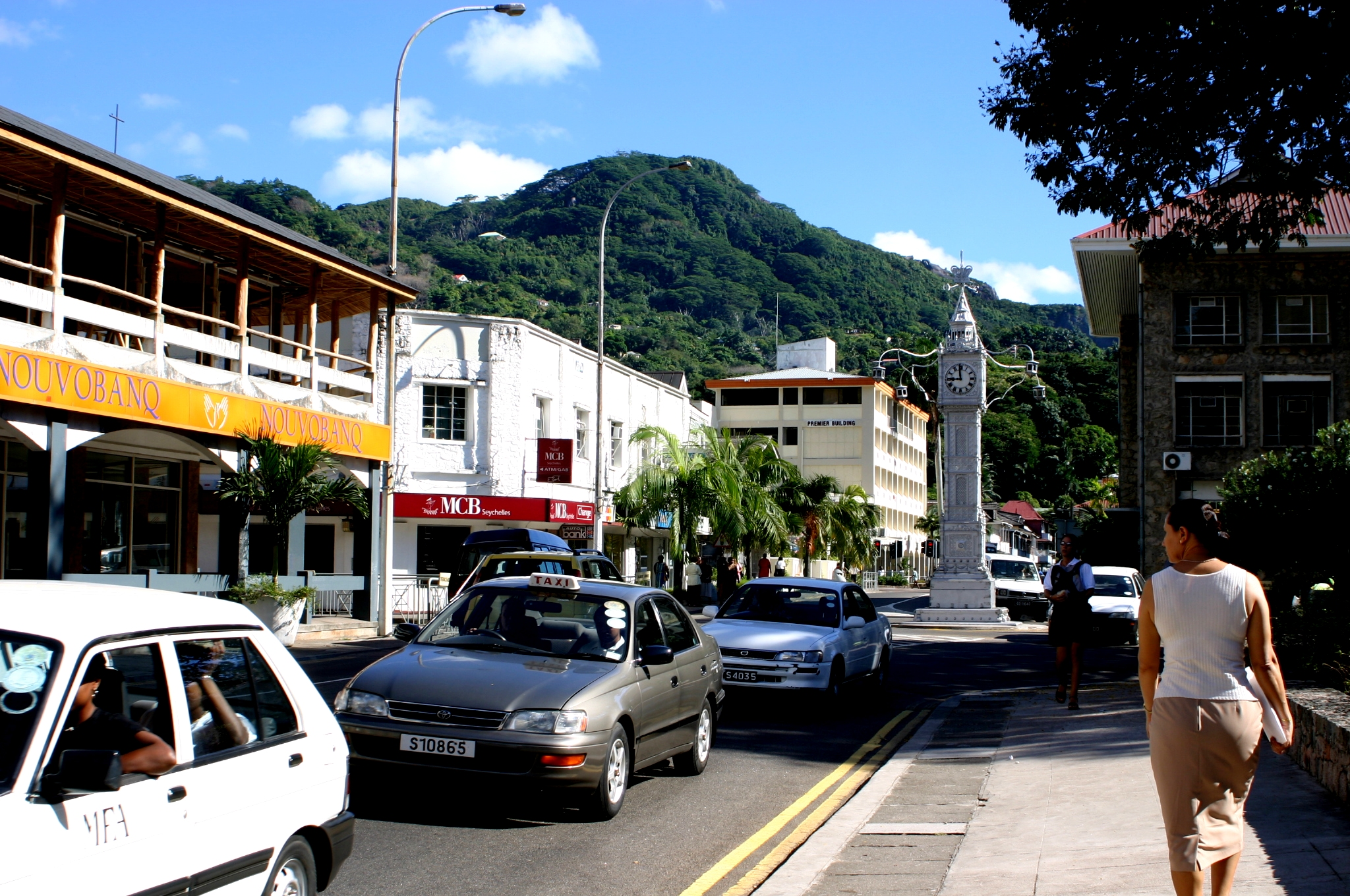
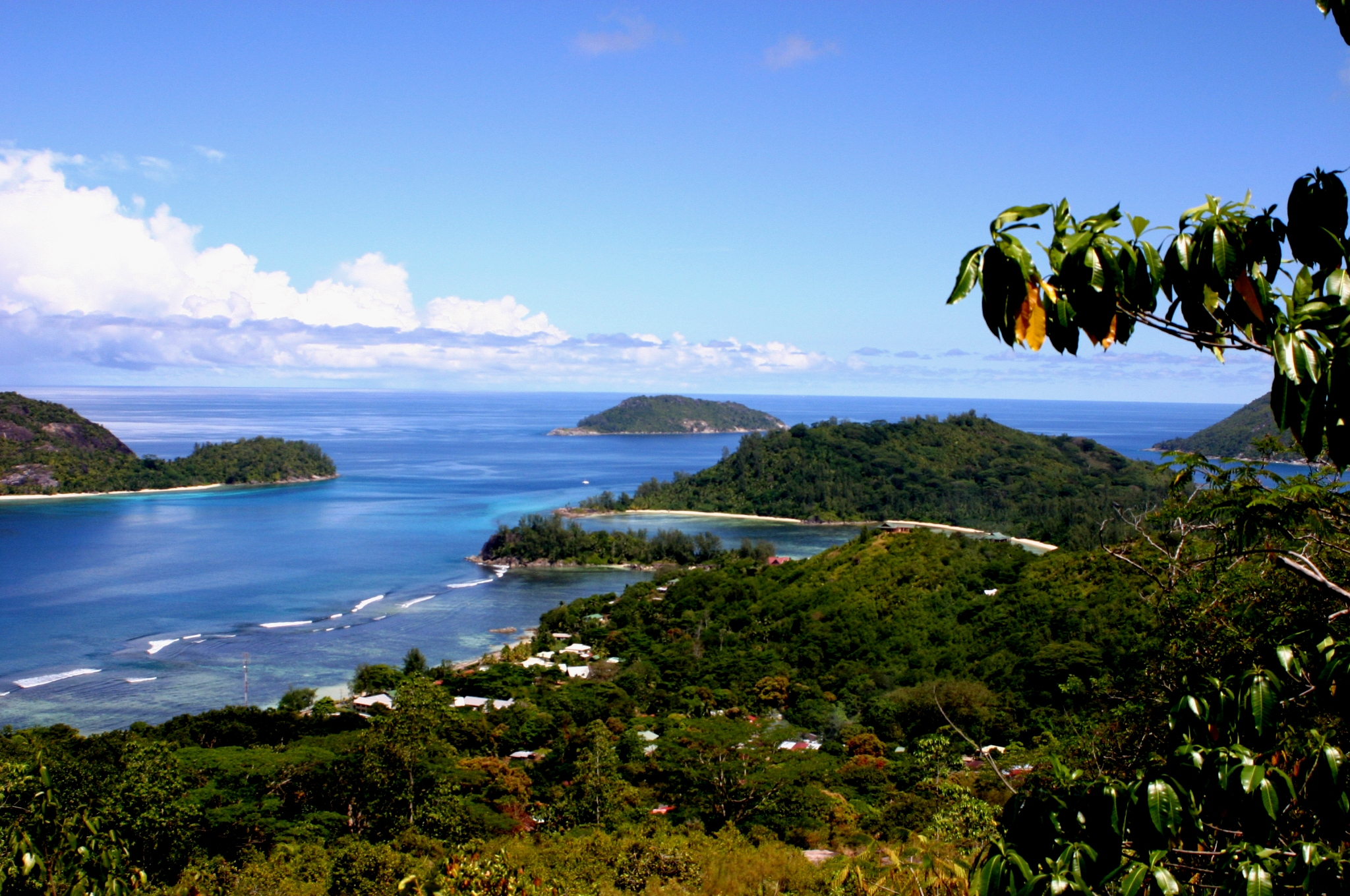
Mahé
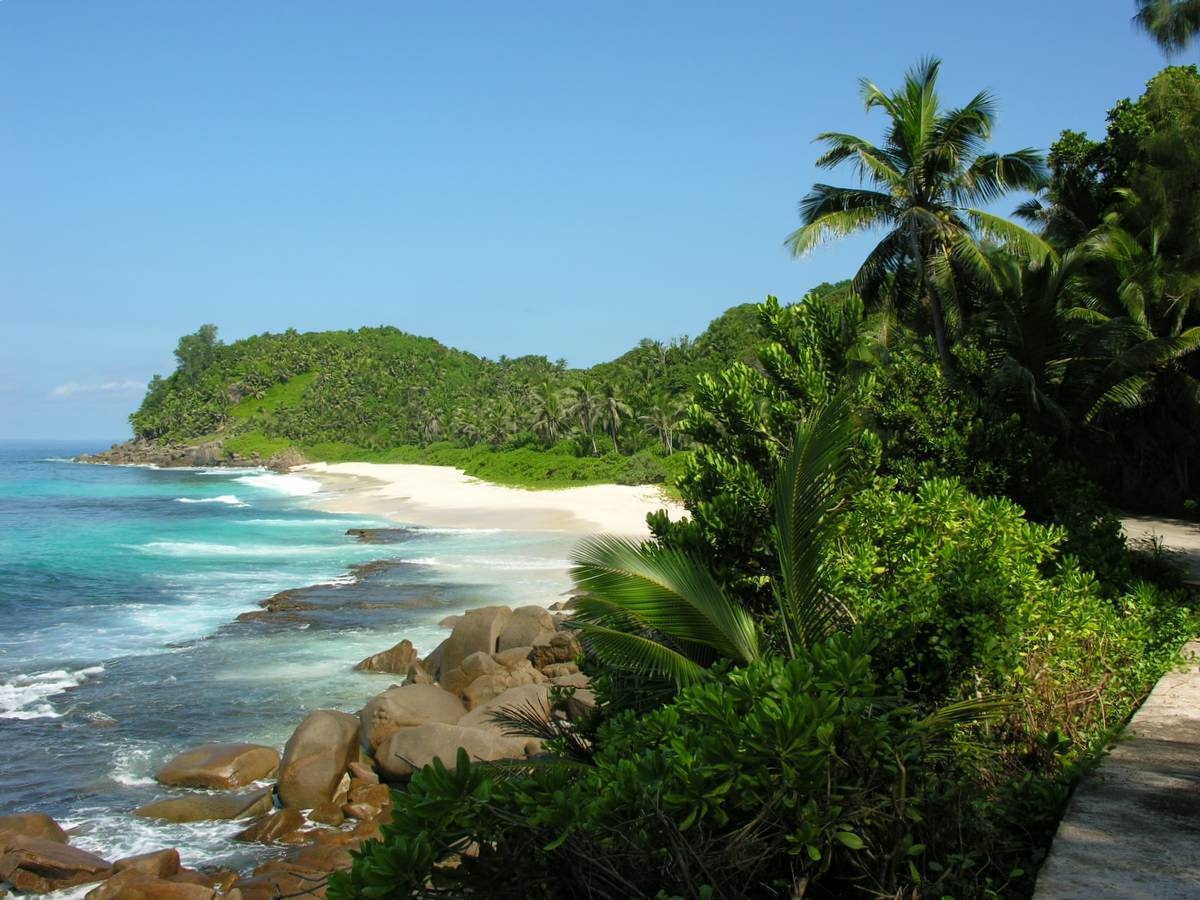
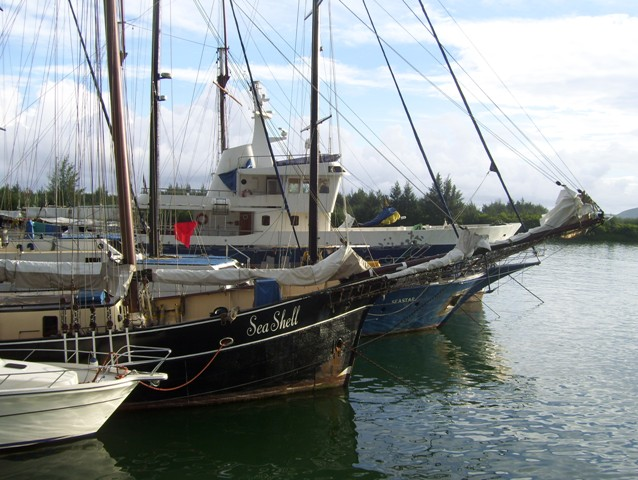
Hải cảng ở Mahe
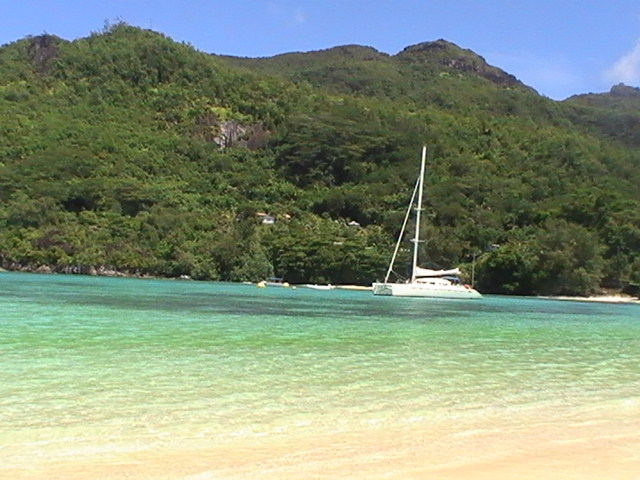
Bãi biển Port Launay
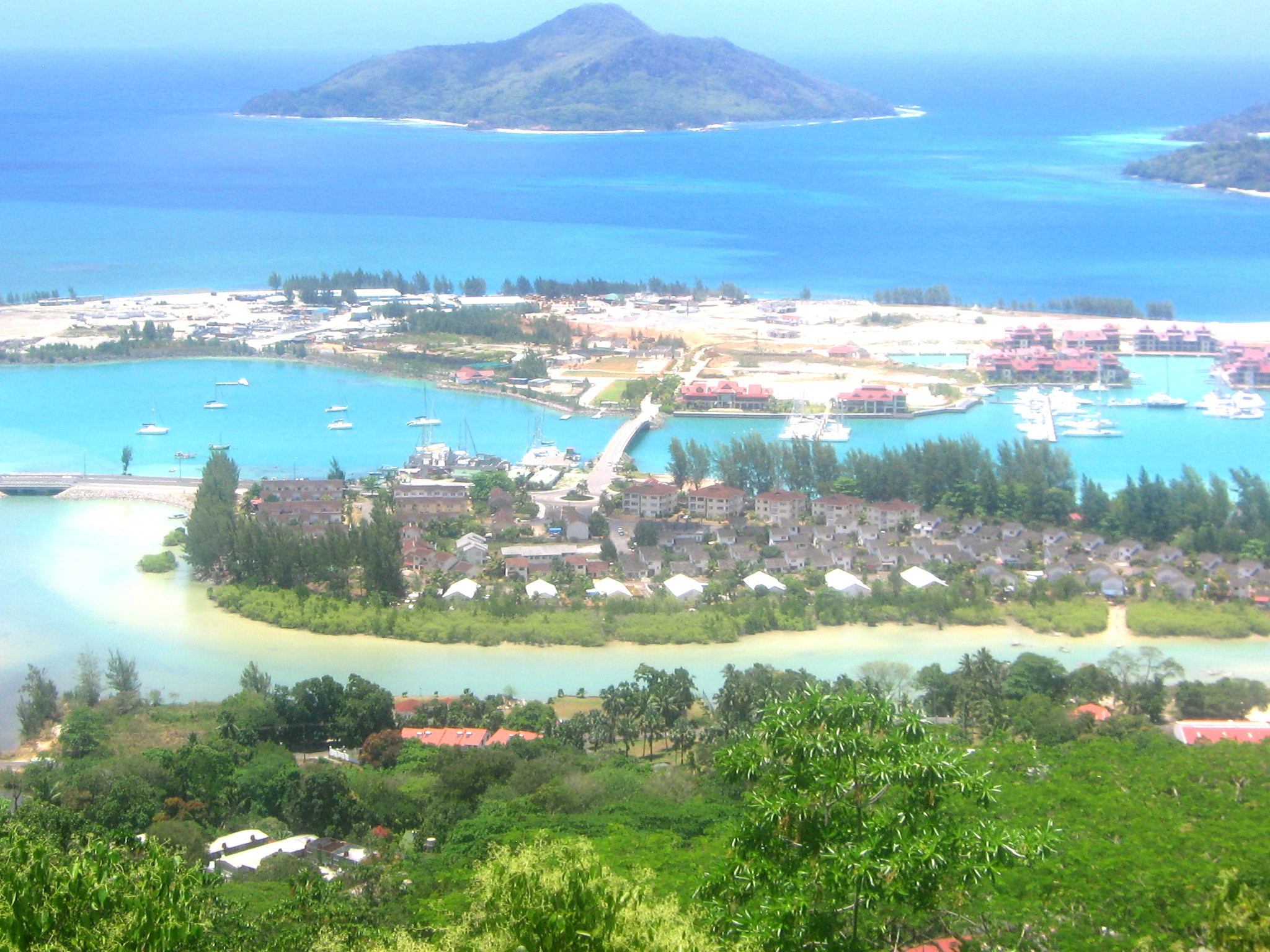
Đảo Eden, Mahe